# SCO Group
Pour les articles homonymes, voir Caldera.
The SCO Group (SCO) est une société informatique fondée en 1994 sous le nom de Caldera.

## Histoire

### Caldera Systems
En 2001, Caldera Systems, éditeur des distributions Caldera Open Linux, achète à la société Santa Cruz Operation sa division systèmes pour serveurs et services professionnels, et se renomme Caldera International. De son côté, Santa Cruz Operation se renomme en Tarantella, Inc.

#### Lineo
Lineo est une entreprise américaine fondée en septembre 1998 sous l'appellation anglophone « Caldera Thin Clients » (littéralement « Clients légers Caldera »). Elle constituait avant cette création les divisions client léger et système embarqué de Caldera Systems. Elle ne fait donc pas partie du groupe SCO mais son histoire est liée à celle de Caldera.

### SCO Group
Caldera se renomme en SCO Group en 2002 et se recentre sur ses produits UNIX au détriment de Linux. Le changement de dénomination final aura lieu après le début du procès contre IBM.

En mars 2003, the SCO Group a engagé une action en justice contre IBM, prétendant qu'IBM avait illégalement intégré des éléments brevetés par SCO Group issus du code source d'UNIX dans Linux. 
Le 14 septembre 2007, la société s'est placée sous la protection du Chapitre 11 de la loi américaine, un statut proche du redressement judiciaire en droit français. Les revenus annuels ont chuté de 37 % sur un an et l'activité de vente de licences a enregistré un chiffre d'affaires nul au dernier trimestre.
Le 2 janvier 2008, l'action SCO est officiellement retirée de la liste du NASDAQ.
Le 14 février 2008, SCO annonce avoir trouvé auprès du Prince Al-Walid ben Talal, membre de la famille royale saoudienne, introduit par Stephen Norris, cofondateur de Carlyle Group, la somme de 100 M$ de financements. Ce plan doit lui éviter la probable faillite qui menaçait la société.
Le 15 juin 2009, Darl McBride annonce un plan de cession de l'ensemble des actifs Unix pour ne conserver que les produits de développement pour mobile. L'abandon des ruineuses poursuites envers IBM et Novell n'est pas à l'ordre du jour.
Le 14 octobre 2009, le très controversé Darl McBride a quitté ses fonctions de CEO de la société.
Le 10 juin 2010, le procès intenté par The SCO Group contre Novell sur la propriété d'UNIX se termine par la victoire de Novell, après la décision du jury populaire du 30 mars 2010 en faveur de Novell sur la propriété des copyrights d'UNIX. SCO a fait appel de cette décision.
Le 11 avril 2011, la société UnXis, fondée par Stephen Norris en association avec le fonds d'investissement anglais MerchantBridge, acquiert SCO Group auprès de la cour des faillites du Delaware
Le 30 août 2011, la cour d'appel a confirmé le jugement précédent et réaffirmé la propriété de UNIX à Novell 
En août 2012, la société s'est mise sous la protection du chapitre 7 de la loi sur les faillites des États-Unis.
UnXis a changé de nom et se nomme désormais XinuOS

## Solutions techniques
Les principaux produits de the SCO Group sont OpenServer et UnixWare.